# Maen Castle

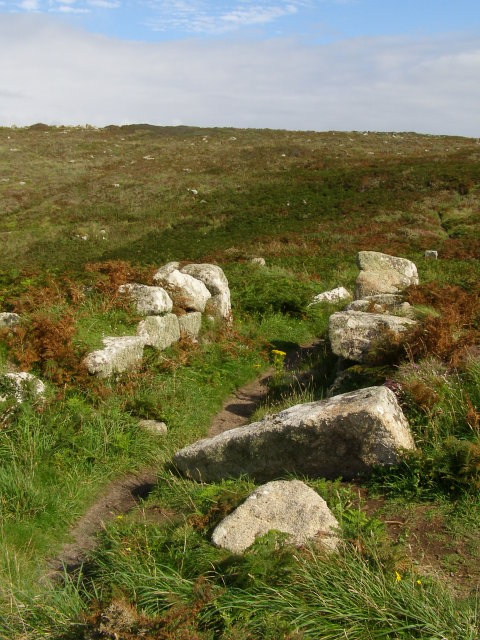
Zugang zum Maen Castle

Maen Castle, bei Sennen Harbour nördlich Land’s End in Cornwall ist das westlichste Promontory Fort Englands. Es ist ein gutes Beispiel für die in Cornwall etwa 30,  auch „Cliff Castle“ genannten Befestigungen aus der Eisenzeit. 
Maen Castle hat, ähnlich wie Trevelgue Head zwei halbkreisförmige Gräben (Treryn Dinas hat drei) über den Hals einer Landzunge. Es ist eines der beiden ältesten datierbaren Promontory Forts in Cornwall und stammt etwa von 500 v. Chr. Ausgrabungen fanden in den Jahren 1939 und 1948–1949 statt. Die etwa 300 gefundenen Tonscherben decken den Zeitraum von 400 v. Chr. bis 400 n. Chr. ab.
Nach der Legende soll hier der Riese „Myen Du“ gelebt haben.